# Caix
Caix település Franciaországban, Somme megyében. Lakosainak száma 699 fő (2022. január 1.). Caix Beaufort-en-Santerre, Cayeux-en-Santerre, Guillaucourt, Harbonnières, Le Quesnel, Rosières-en-Santerre és Vrély községekkel határos.

## Népesség
A település népességének változása:
| Lakosok száma | 749  | 762  | 740  | 719  | 699  | 701  | 696  | 699  |
|               | 2013 | 2015 | 2017 | 2018 | 2019 | 2020 | 2021 | 2022 |